# 물뱀자리 에타²
물뱀자리 에타² 또는 HD 11977은 물뱀자리 방향으로 지구에서 217광년 떨어져 있는, 황색 거성이다. 질량에 기초할 때 이 별은 주계열성이었을 시절 베가나 포말하우트와 유사한 A형 주계열성이었을 것으로 생각된다. 물뱀자리 에타2는 주계열성에서 이탈하여 적색 거성으로 진화 중인 것으로 보인다. 2005년 기준으로 이 별 주위를 도는 외계 행성 1개가 확인되어 있다.

## 행성계
2005년 거성 물뱀자리 에타² 주위를 도는 물뱀자리 에타2 b의 존재가 확인되었다.

## 같이 보기
- HD 11964

## 참고 문헌
- Setiawan, J., Rodmann, J., da Silva, L., Hatzes, A., Pasquini, L., von der Lühe, O., de Medeiros, J., Döllinger, M., Girardi, L. (2005년). “A substellar companion around the intermediate-mass giant star HD 11977”. 《Astronomy & Astrophysics》 437: L31 – L34. doi:10.1051/0004-6361:200500133.